# Doğanlı, Yeşilhisar
Doğanlı là một xã thuộc huyện Yeşilhisar, tỉnh Kayseri, Thổ Nhĩ Kỳ. Dân số thời điểm năm 2008 là 420 người.